# Harry et les Henderson
Pour le film connu sous le nom de Harry et les Henderson au Québec, voir Bigfoot et les Henderson.
Harry et les Henderson (Harry and the Hendersons) est une série télévisée américaine en 72 épisodes de 24 minutes, créée d'après le film éponyme et diffusée entre le 13 janvier 1991 et le 18 juin 1993 en syndication.
En France, la série a été diffusée à partir du 3 février 1993 sur TF1 dans les émissions du Club Dorothée.

## Synopsis
Au retour d'un séjour en camping, la famille Henderson renverse accidentellement un Sasquatch. Ne sachant pas quoi faire, les Henderson ramènent la créature avec eux à Seattle. Ce nouveau compagnon, qu'ils prénomment Harry, est rapidement adopté par la famille.

## Distribution
- Kevin Peter Hall : Harry (saison 1)
- Dawan Scott : Harry (saison 2)
- Brian Steele (en) : Harry (saison 3)
- Bruce Davison (VF : Edgar Givry) : George Henderson
- Molly Cheek (VF : Anne Rondeleux) : Nancy Henderson
- Carol-Ann Plante (VF : Dorothée Jemma) : Sara Henderson
- Zachary Bostrom (VF : Jackie Berger) : Ernie Henderson
- Noah Blake (VF : Patrick Borg) : Bret Douglas
- Courtney Peldon (en) (VF : Dorothée Pousséo) : Darcy Payne
- David Coburn (VF : Olivier Destrez) : Walter Potter
- Cassie Cole : Tiffany Glick
- Gigi Rice (VF : Anne Jolivet) : Samantha Glick
- Mark Dakota Robinson : Hilton Woods

## Épisodes

### Première saison (1991)
1. Titre français inconnu (The Arrival)
2. Titre français inconnu (The Day After)
3. Titre français inconnu (Cool)
4. Titre français inconnu (Harry Goes Home)
5. Titre français inconnu (Whose Forest Is It Anyway?)
6. Titre français inconnu (The Father and Son Game)
7. Titre français inconnu (Baggin' the Big One)
8. Titre français inconnu (Harry the Hero)
9. Titre français inconnu (Roots, the Herb)
10. Titre français inconnu (The Mentor)
11. Titre français inconnu (The Bodyguard)
12. Titre français inconnu (Harry and the Homeless Man)
13. Titre français inconnu (Harry Goes Ape)
14. Titre français inconnu (Pet Psychic)
15. Titre français inconnu (The Bigfoot That Ate Seattle)
16. Titre français inconnu (Harry and the Masked Wrestler)
17. Titre français inconnu (When Harry Met Sammy)
18. Titre français inconnu (Harry and the Cheerleaders)

### Deuxième saison (1991-1992)
1. Titre français inconnu (Retrospective)
2. Titre français inconnu (Terror of Trees)
3. Titre français inconnu (Sarah Sings the Blues)
4. Titre français inconnu (Mom)
5. Titre français inconnu (The Ransom of Bigfoot)
6. Titre français inconnu (Halloween)
7. Titre français inconnu (Brett Hits Home)
8. Titre français inconnu (George's White Light)
9. Titre français inconnu (Working Stiffs)
10. Titre français inconnu (Love Mask)
11. Titre français inconnu (Blue Parrot)
12. Titre français inconnu (Winning)
13. Titre français inconnu (Til Theft Do Us Part)
14. Titre français inconnu (The Genius)
15. Titre français inconnu (Wild Things)
16. Titre français inconnu (Fatherhood)
17. Titre français inconnu (Sara Spills the Bigfoot Beans)
18. Titre français inconnu (Moonlighting)
19. Titre français inconnu (The Green Eyed Bigfoot)
20. Titre français inconnu (Itchologist)
21. Titre français inconnu (Selling Out)
22. Titre français inconnu (The Girl Who Cried Bigfoot)
23. Titre français inconnu (Barnacle)
24. Titre français inconnu (I Got Your Birthday Right Here)

### Troisième saison (1992-1993)
1. Titre français inconnu (Yo Richie!)
2. Titre français inconnu (The Candidate)
3. Titre français inconnu (The Bride and the Gloom)
4. Titre français inconnu (Born Again)
5. Titre français inconnu (The Old Bigfoot)
6. Titre français inconnu (The Outing)
7. Titre français inconnu (Harry Henderson National Treasure)
8. Titre français inconnu (Retrospective Two)
9. Titre français inconnu (Blood Is Thicker Than...)
10. Titre français inconnu (Pitch, Pitch, Pitch)
11. Titre français inconnu (Harry the Mascot)
12. Titre français inconnu (The Big Kiss Off)
13. Titre français inconnu (The Frenchman)
14. Titre français inconnu (Laid Up)
15. Titre français inconnu (Harrywood Babylon)
16. Titre français inconnu (Witness)
17. Titre français inconnu (Harry the Hostage)
18. Titre français inconnu (Exterminator)
19. Titre français inconnu (Beauty and the Beast)
20. Titre français inconnu (Big Feet, Small Minds)
21. Titre français inconnu (Surf's Down)
22. Titre français inconnu (Follow Your Heart)
23. Titre français inconnu (Them Bones)
24. Titre français inconnu (The Three Facts of Brett)
25. Titre français inconnu (Ernie Confidential)
26. Titre français inconnu (Uncle Mack Comes Back)
27. Titre français inconnu (Skin Deep)
28. Titre français inconnu (Retrospective Three)
29. Titre français inconnu (The Long Goodbyes [1/2])
30. Titre français inconnu (The Long Goodbyes [2/2])

## Commentaires
Le costume du Sasquatch (ou Bigfoot) a été conçu en poil de yack. Un système de réfrigération était installé à l'intérieur, afin d'éviter l'étouffement.